# Gradina na Taleškoj glavici
Gradina na Taleškoj glavici je gradina na otoku Visu.

## Opis
Na južnoj strani otoka Visa na strateškom položaju na Taleškoj glavici nalazi se prapovijesna gradina. Jedna od najvećih gradina srednje Dalmacije. Vrh gradine tvore litice na kojima se vidljivi tragovi zaravnavanja, ali ne i ostataka arhitekture. Dobro su sačuvani ostaci suhozidnih bedema. Najveća osipina sjevernog bedema prislonjena je na uzvisinu. Na istočnoj strani nalazi se desetak „bastiona“-terasa s podzidima od većih četvrtastih kamenih blokova. Na prostoru podgrađa su vidljiva dva prstena suhozidnih bedema. Na površini se nalaze ulomci grube ilirske keramike među kojima ima dosta ulomaka obične helenističke keramike. Po tim nalazima Talež se datira od 8. do 2. stoljeće pr. Kr.

## Zaštita
Pod oznakom Z-5102 zavedena je kao nepokretno kulturno dobro - pojedinačno, pravna statusa zaštićena kulturnog dobra, klasificirano kao "arheološka baština".